# Wörnitz
Die Wörnitz ist ein etwa 132 km langer linker und nördlicher Nebenfluss der Donau in Bayern.

## Name
Der Name ist im 11. Jahrhundert als „Werinza“ überliefert, im 12. Jahrhundert schrieb man „Warinza“. Für diesen Namen gibt es zwei Erklärungsansätze. Der Namenforscher Joseph Schnetz führte 1950 den Namen auf die indogermanische Wurzel ver mit der Grundbedeutung (sich) wenden, (sich) drehen zurück, woran die Partizipialendung -entia trat. Demnach bedeutet Wörnitz die sich Krümmende, Windende. Dem Namenforscher Wolf-Armin von Reitzenstein zufolge liegt die indogermanische Wurzel *u̯er, was Wasser bedeutet, zugrunde, von der durch ein -nt-Suffix abgeleitet wurde. Albrecht Greule hingegen sieht einen Zusammenhang mit den indogermanischen Wörtern *h2u̯er- „feucht sein“ oder *h2u̯erh1- „benetzen“.
Der Fluss gab mehreren Orten ihre Namen: Wörnitz, Wörnitzhofen, Wörnitzostheim und Wörnitzstein.

## Geographie

### Quelle
Die Wörnitz entspringt einem gefassten Brunnen in Schillingsfürst auf der Frankenhöhe und fließt von dort recht beständig in südliche bis östliche Richtungen.

### Verlauf

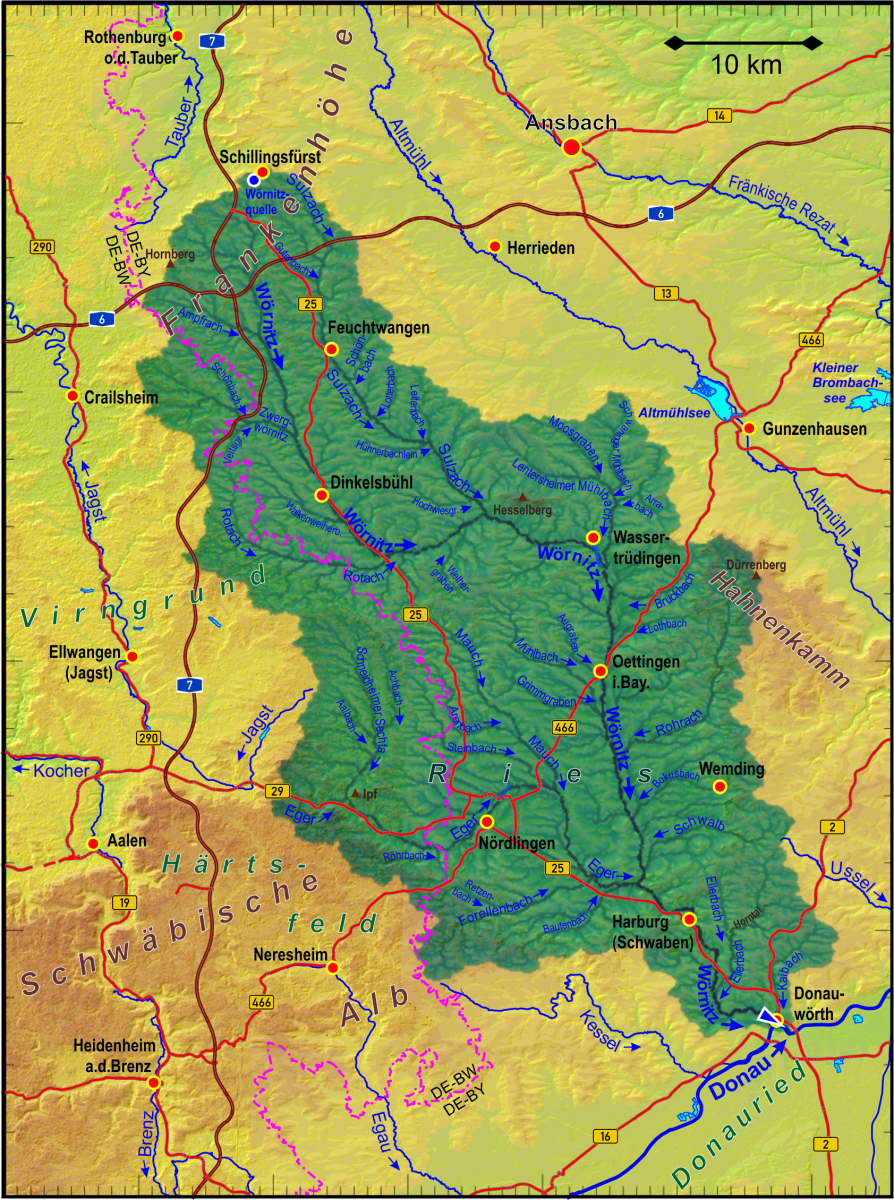
Einzugsgebiet der Wörnitz

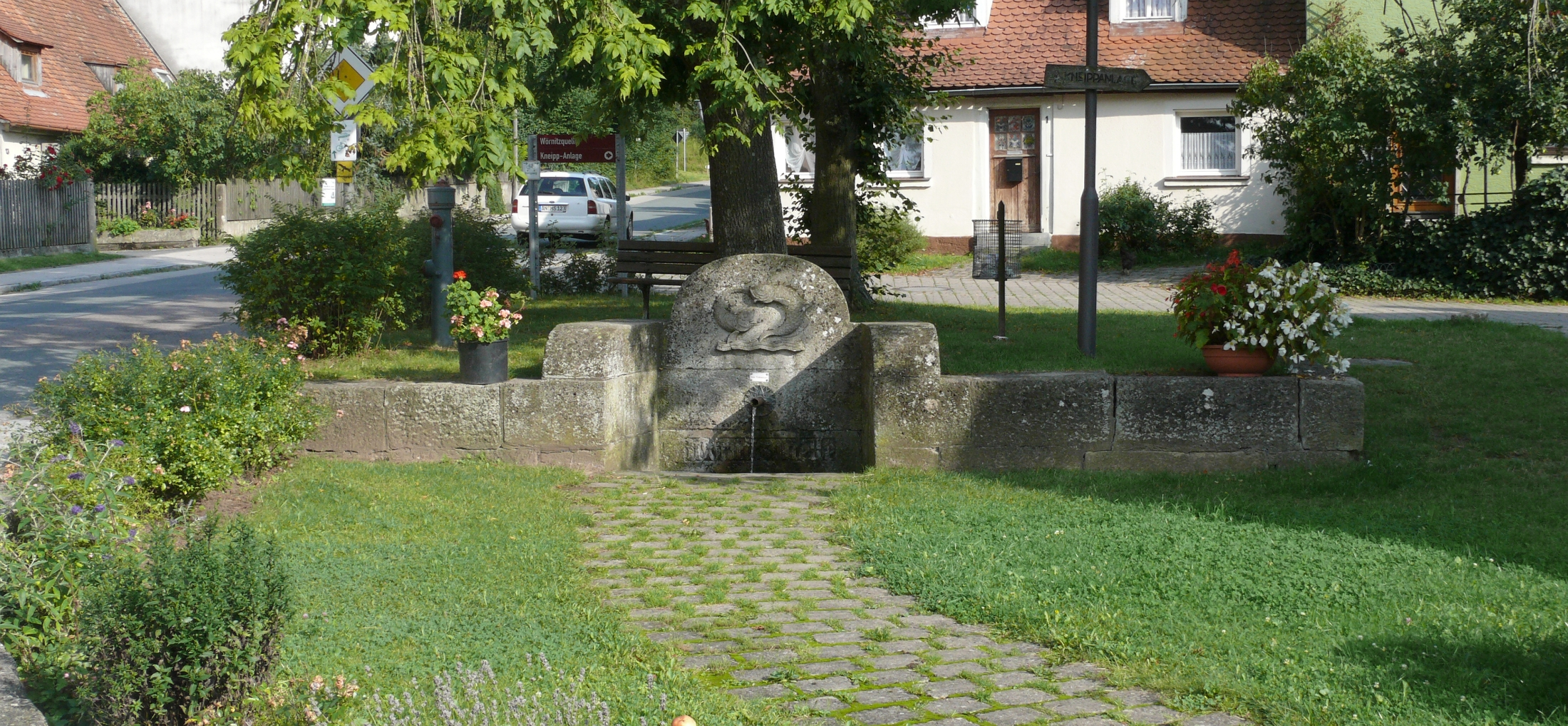
Die Wörnitzquelle in Schillingsfürst

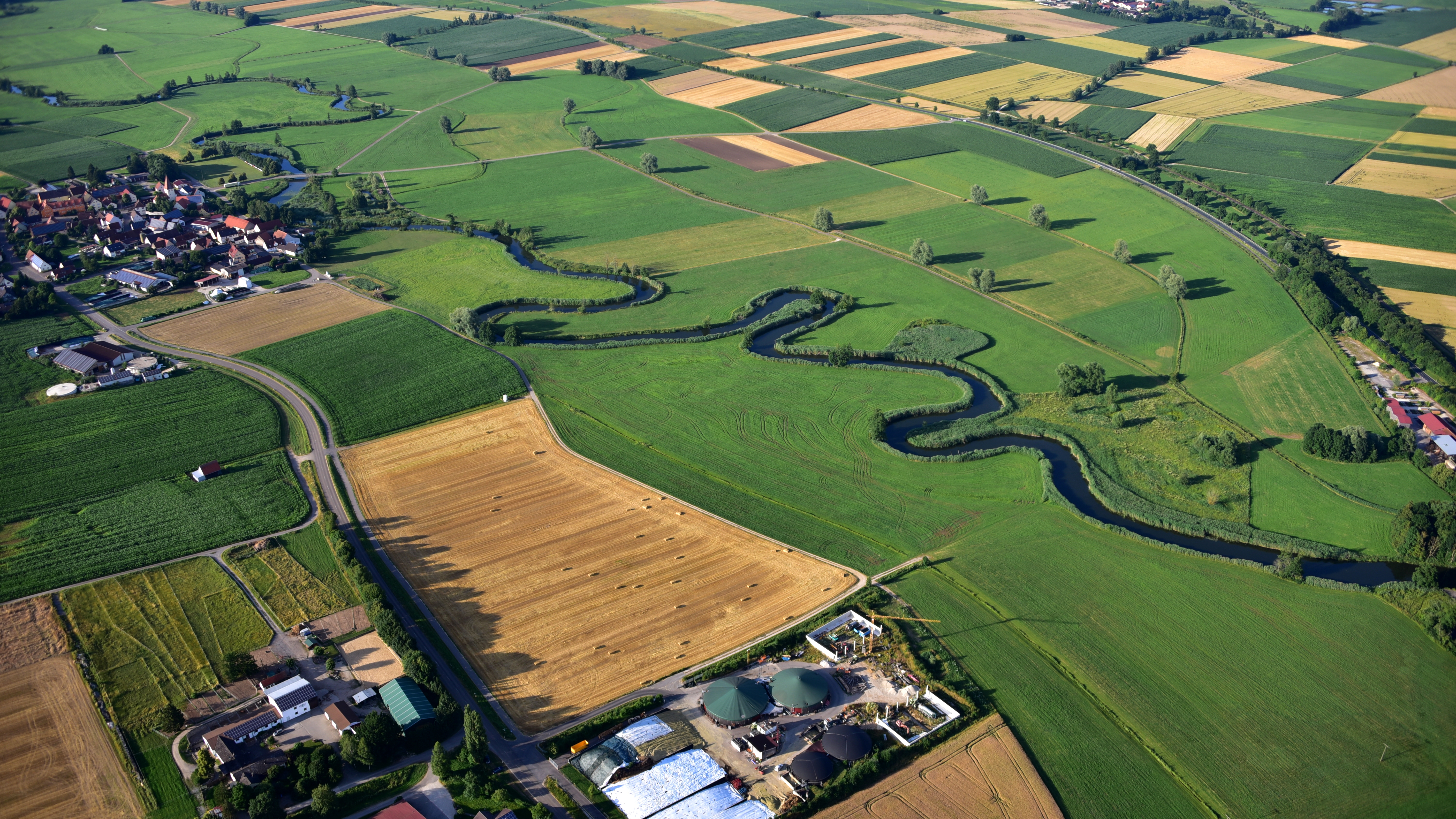
Wörnitz, Nähe Lehmingen, Luftaufnahme (2016)

Zunächst fließt sie nach Süden durch die Gemeinde Wörnitz durch ein von bewaldeten Hügeln begleitetes Wiesental und nimmt auf dieser Strecke von rechts die Ampfrach und die Zwergwörnitz auf. Bei Flusskilometer 115,62 am Feuchtwangener Dorf Reichenbach misst ein Pegel den Durchfluss. Ab der mittelalterlichen Stadt Dinkelsbühl beginnt ein südostwärts gerichteter Abschnitt bis zum Rand des Nördlinger Rieses, in dem viele der Nebenbäche zuweilen in dichter Folge Weiher speisen. Inzwischen eher östlich verlaufend, erreicht sie zunächst Wilburgstetten, wo ihr – wiederum aus dem Westen – die Rotach zufließt.
Von dort verläuft sie ostnordöstlich bis nach Wittelshofen am Westfuß des Hesselbergs, wo der größte Nebenfluss am oberen Lauf, die Sulzach, von links in sie mündet. Diese entspringt nahe dem Ursprung der Wörnitz und fließt wenig östlich von ihr fast parallel, weshalb die Wörnitz bis zur Mündung der Sulzach keine größeren Zuflüsse von links hat. Von dort zieht die Wörnitz weiter nach Ostsüdosten und erreicht nahe am anderen Ende des kleinen Hesselberg-Massivs Wassertrüdingen, wo sie sich kurz vor der Aufnahme des Lentersheimer Mühlbachs aus dem Norden abrupt nach Süden kehrt. Auf Südkurs tritt sie im Norden der kleinen Residenzstadt Oettingen in die flache Landschaft des Nördlinger Rieses ein.
Bevor sie den Südostrand des Rieses erreicht, fließt ihr von rechts die Eger zu, die den größeren Teil der Flachlandschaft im Westen entwässert, noch jenseits der Landesgrenze in Baden-Württemberg entspringt und durch Nördlingen fließt. Anschließend bricht die Wörnitz in einem engen, gewundenen, südöstlich verlaufenden Tal durch den Jura an der Grenze der östlichen Schwäbischen Alb und der südwestlichen Frankenalb, wo die sogenannte Burgstadt Harburg am Ufer liegt. Bald danach mündet sie nach über 130 km in Donauwörth links in die Donau.

### Einzugsgebiet
Die Wörnitz entwässert ein Gebiet von über 1680 km² nach Südsüdosten zur Donau. Es umfasst einen großen Teil der westlichen Frankenhöhe, an deren Ostrand zum Mittelfränkischen Becken sie zunächst verläuft, ehe sie noch vor Dinkelsbühl durch das Mittelfränkische Becken fließt, nach Wilburgstetten dann durch das Vorland der Südlichen Frankenalb, das sie zuletzt auf Südlauf verlässt. Sie wechselt dort ins Nördlinger Ries und ihr Tal ist anschließend durch den Jura der westlichste Teil der Südlichen Frankenalb an der Grenze zur Riesalb im Westen, die zur Schwäbischen Alb zählt.
Im Nordwesten und Norden des Wörnitz-Einzugsgebietes bei Schillingsfürst konkurriert auf einem kleinen Stück jenseits der Wasserscheide die Tauber in Richtung des Mains, auf dem größten Teil der Nordostgrenze die Altmühl, die ungefähr parallel zur Donau fließt. Westlich des Wörnitz-Einzugsgebietes fließt die Jagst zum Neckar.
Die Wörnitz ist ein Teil des alten, südöstlich orientierten Zuflusssystems zur Donau, was sich in einer sehr gleichmäßigen Gefällekurve des Flusses und einem geringen mittleren Sohlgefälle von etwa 0,7 ‰ ausdrückt. Die ebenfalls danubische Altmühl im Nordosten hat ein Gefälle von rund 0,5 ‰, während die rheinisch orientierten Nachbarflüsse Jagst im Westen und Tauber im Nordwesten den doppelten Wert der Wörnitz erreichen oder überschreiten.
Die Wörnitz ist nach der Brenz der zweite größere zur Donau nach Südosten entwässernde Fluss, wenn man aus Richtung des mittleren Neckars bei Heilbronn das Südwestdeutsche Stufenland in östlicher Richtung durchquert. Vor längerer geologischer Zeit entwässerten auch die auf diesem Weg zuvor erreichten, heute in den Neckar mündenden Flüsse Kocher und Jagst in diese Richtung zur Donau. Einen deutlichen Hinweis auf den Gewinn des Rhein-Systems sieht man beim Schillingsfürster Ursprung. Rechts und nordwestlich des obersten Laufs fällt dort die Frankenhöhe jenseits einer kleinen Geländewelle im Städtchen auf den ersten beiden Kilometern über die „Katzenklinge“ des Davidsbachs zur durch die heftig angreifende rheinische Erosion freigelegten Hohenloher Ebene um über 80 Höhenmeter steil ab, während die Wörnitz auf ihrem Verlauf von 130 Kilometern nicht einmal 100 Höhenmeter Gefälle hat.

### Besiedlung
Im Tal liegen meist nur kleine Dörfer und Gehöfte, die einzigen größeren Städte vor dem Mündungsort Donauwörth an der Donau mit unter 20.000 Einwohnern sind Dinkelsbühl mit unter 12.000 sowie Wassertrüdingen, Oettingen und Harburg mit zwischen 5.000 und 6.000 Einwohnern. Selbst von diesen lebt ein größerer Teil außerhalb der Zentren in vielen kleinen Weilern und Einzelgehöften, denn die Gemeinden und Städte umfassen in dieser dünn besiedelten Landschaft weite Flächen land- und forstwirtschaftlicher Flur.

#### Zuflüsse
Tabelle der Zuflüsse mit 10 km oder mehr an Länge. Zum Vergleich auch die Daten der Wörnitz selbst.
| Name                   | GKZ             | Seite  | Stat. km | Länge km | EZG km² | Mündung Ort                       | m ü. NHN | Ursprung Ort                     | m ü. NHN | Bemerkung                                                                |
| ---------------------- | --------------- | ------ | -------- | -------- | ------- | --------------------------------- | -------- | -------------------------------- | -------- | ------------------------------------------------------------------------ |
| Ampfrach               | 118-120         | rechts | 0115,3   | 010,6    | 0030,5  | ⊙ ggü. Feuchtwangen-Reichenbach   | 447      | ⊙ b. Schnelldorf-Grimmschwinden  | 477      |                                                                          |
| Zwergwörnitz           | 118-140         | rechts | 0103,2   | 015,7    | 0061,3  | ⊙ zw. Schopfloch u. Lehengütingen | 440      | ⊙ b. Kreßberg-Selgenstadt        | 515      | Abschnittsnamensfolge Kesselbach → Langenbach → Schönbach → Zwergwörnitz |
| Rot(h)ach              | 118-180         | rechts | 086,8    | 020,8    | 0087,2  | ⊙ b. Wilburgstetten               | 432      | ⊙ b. Fichtenau-Neustädtlein      | 501      | Abschnittsnamensfolge Rotbach → Rotach → Rothach                         |
| Sulzach                | 118-200         | links  | 076,0    | 041,9    | 0191,3  | ⊙ b. Wittelshofen                 | 426      | ⊙ b. Schillingsfürst-Ziegelhütte | 516      |                                                                          |
| Lentersheimer Mühlbach | 118-400         | links  | 060,4    | 018,1    | 0092,0  | ⊙ v. Wassertrüdingen-Oberaumühle  | 419      | ⊙ b. Ehingen-Beyerberg           | 520      | Abschnittsnamensfolge Pfahlgraben → Eglesgraben → Lentersheimer Mühlbach |
| Gänsbach               | 118-540         | links  | 046,6    | 010,1    | 0019,2  | ⊙ b. Hainsfarth-Fürfällmühle      | 412      | ⊙ b. Westheim-Hüssingen          | 511      | Abschnittsnamensfolge Saubach → Linksseitiger Gänsbach → Gänsbach        |
| Augraben               | 118-5520        | rechts | 045,6    | 011,3    | 0015,4  | ⊙ v. Munningen-Ziegelmühle        | 411      | ⊙ b. Fremdingen-Eitersberg       | 468      |                                                                          |
| Mühlbach               | 118-560         | rechts | 044,8    | 014,6    | 0026,1  | ⊙ n. Munningen-Ziegelmühle        | 411      | ⊙ b. Fremdingen-Seglohe          | 470      | mit namenlosem Oberlauf vom Rotenberg durch die Seeger Seen              |
| Grimmgraben            | 118-582, 118-58 | rechts | 044,1    | 010,4    | 0027,0  | ⊙ b. Munningen                    | 411      | ⊙ b. Maihingen-Utzwingen         | 451      | Abschnittsnamensfolge Rechtsseitiger Grimmgraben → Grimmgraben           |
| („Westliche“) Rohrach  | 118-600         | links  | 040,5    | 024,2    | 0049,7  | ⊙ ggü. Wechingen                  | 408      | ⊙ b. Heidenheim-Obelshof         | 554      | durchfließt den Hahnenkammsee                                            |
| Rodelbach              | 118-720         | links  | 033,5    | 013,0    | 0052,1  | ⊙ ggü. Alerheim-Wennenmühle       | 406      | ⊙ Doosweiher b. Wemding          | 482      | Abschnittsnamensfolge Rodelbach → Altwasser                              |
| Schwalb                | 118-740         | links  | 030,8    | 014,3    | 0031,2  | ⊙ v. Harburg-Schrattenhofen       | 405      | ⊙ b. Fünfstetten-Heidmersbrunn   | 517      |                                                                          |
| Eger                   | 118-800         | rechts | 026,7    | 036,9    | 0440,8  | ⊙ b. Harburg-Egermühle            | 404      | ⊙ b. Bopfingen-Walkmühle         | 515      |                                                                          |
| Ellerbach              | 118-920         | links  | 011,9    | 011,9    | 0047,4  | ⊙ n. Harburg-Ebermergen           | 403      | ⊙ b. Fünfstetten                 | 519      |                                                                          |
| Kaibach                | 118-940         | links  | 000,1    | 011,1    | 0021,1  | ⊙ i. Donauwörth                   | 397      | ⊙ b. Buchdorf                    | 542      |                                                                          |
| Wörnitz                | 118-000         | n. a.  | 000,0    | 131,8    | 1685,5  | ⊙ i. Donauwörth                   | 396      | ⊙ i. Schillingsfürst             | 492      |                                                                          |

### Abfluss

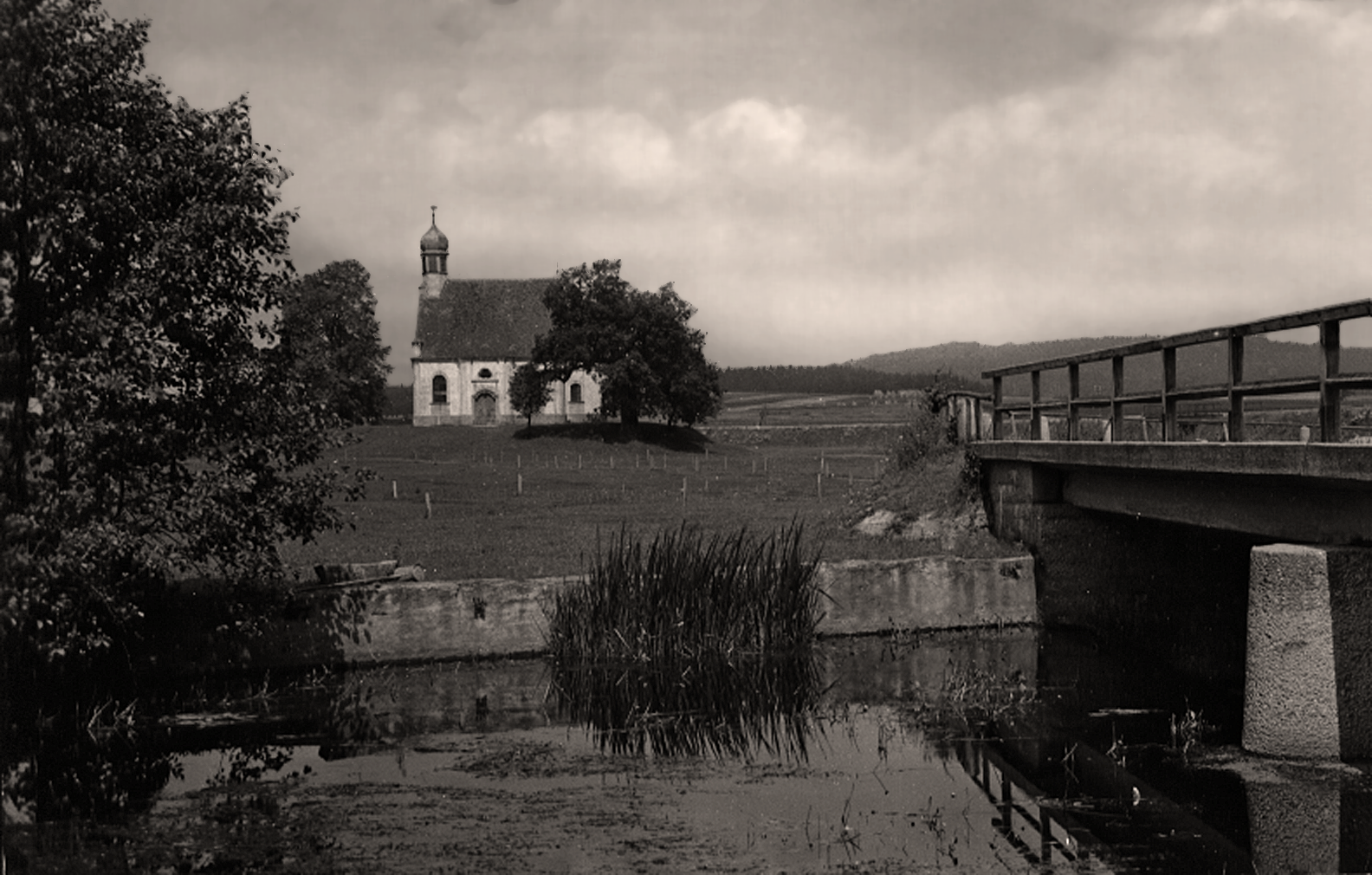
Wörnitz und Wörnitzbrücke bei Wilburgstetten (ca. 1951)

Der mittlere Abfluss beträgt am Pegel Harburg (Fluss-Kilometer: 19,3) 11,3 m³/s, der mittlere Hochwasserabfluss 147 m³/s. Am 21. Dezember 1993 wurde mit 444 m³/s der bisher höchste gemessene Abflusswert registriert. Derartige Wasserstände führen zu weiten Ausuferungen, die eine Sperrung der B 25 nötig machen können. An der Mündung in die Donau hat die Wörnitz einen mittleren Abfluss von gut 12 m³/s.

## Umwelt

### Fluss- und Talnatur

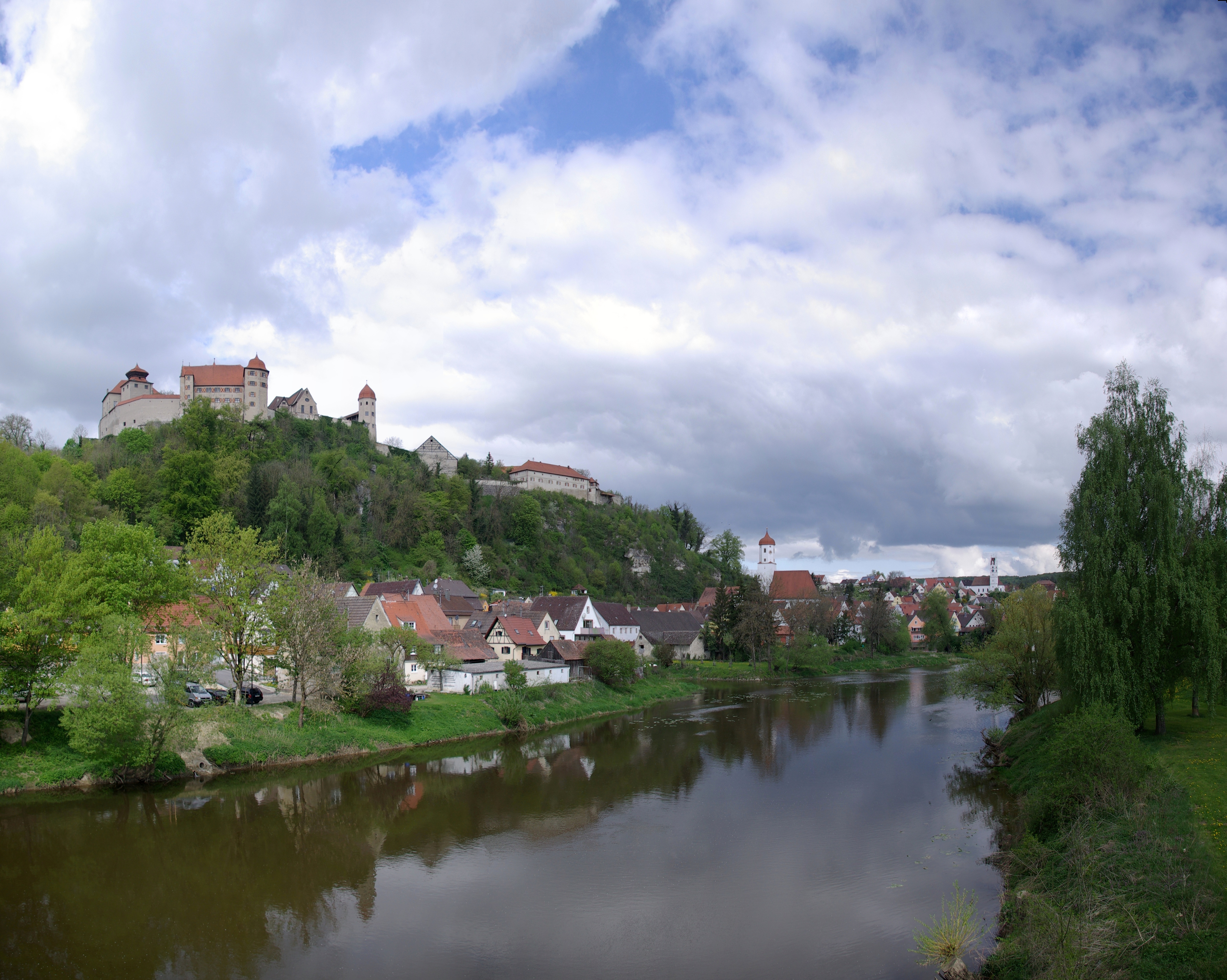
Bei Harburg im Durchbruchstal durch den Jura

Das oben genannte geringe Gefälle des alten Flusses erklärt auch den Charakter des Wasserlaufes und seines Tales. Die Wörnitz fließt auf großen Strecken mit zahlreichen Mäandern durch eine flache und feuchte Wiesenmulde, oft begleitet von Altwassern und schnurgerade gezogenen Entwässerungsgräben, die die Auenflächen für die Landwirtschaft nutzbar machen sollten. Die Oberfläche des Flusses ist dabei oft spiegelglatt und lässt auf den ersten Blick keinerlei Bewegung erkennen. Zulaufende Bäche sind oft zu Teichen aufgestaut, manche lösen sich in eine Kette von solchen Wasserflächen auf. Vielerorts stehen alte Mühlengebäude am Ufer oder an Seitenkanälen.
Auf den die Flussmulde begleitenden niedrigen Höhen zu den Nachbartälern wächst oft Wald; nur auf der Strecke durch das flache Ries bleibt die rechte Seite durchgehend offen.
Erst ganz zuletzt im Durchbruchstal durch den Jura bei Harburg treten erstmals hohe und steile Talflanken auf.

### Freizeit und Tourismus
Weil ihr Lauf kaum verändert wurde (im Gegensatz zur benachbarten Altmühl), besitzt die Wörnitz noch einen mäandrierenden Lauf mit einer Vielzahl von Schleifen und Bögen. Sie wird deshalb auch „Schlangenfluss“ genannt. Wegen ihres reinen Wassers und ihrer gemächlichen Fließgeschwindigkeit gibt es an der Wörnitz mehrere Flussschwimmbäder und Badestellen, unter anderem in Dinkelsbühl (Wörnitzstrandbad), Wassertrüdingen (Wörnitzbad) und Oettingen (Wörnitzfreibad). Weil viele Mühlen am Fluss stehen und deren Wehre anders als etwa bei der Altmühl nur schlecht zu umtragen sind, ist die Wörnitz nur schwer mit Kanus zu befahren.
Der 107 km lange Wörnitzradweg beginnt an der Quelle bei Schillingsfürst und endet an der Mündung in Donauwörth. Vielerorts verläuft er dicht am Ufer entlang.